# 史維堡
史維堡（16世紀—17世紀），原名沈維堡，字純臺，號心南，浙江杭州府仁和縣籍，南直隸鎮江府金壇縣人，明朝政治人物。

## 生平
萬曆四十年（1612年），沈維堡中式壬子科浙江鄉試第八十六名舉人，萬曆四十四年（1616年）成進士，之後復姓史，授江西永新知縣，在當地拓建文廟、設立義倉，聲譽良好，教授的士子都有成就；之後他升任順天府通判，復史姓。崇祯元年（1628年）轉官工部都水司主事，管器皿廠，崇禎二年（1629年）因修築都城的懸簾過薄而和張鳳翔、唐昌世下獄，被革職为民。著有《尚書晚訂》。

## 家族
曾祖沈岳。祖父沈瓊，乡宾。父沈，序班。

## 引用
1. ↑  康熙《仁和縣志·卷十一·選舉》：萬歷四十四年錢士升榜……史維堡 金壇籍，仕至都水司主事
2. 1 2  光緒《金壇縣志·卷八·選舉志》：萬厯四十四年 錢士升榜……史【沈】維堡 字純臺，寄籍浙江仁和縣，授永新知縣，拓文廟、置義倉，士民德之。陞順天府通判，終工部主事，著有《尚書晚訂》。……萬厯四十年 解元張瑋……史維堡 見進士
3. ↑  《萬曆四十四年丙辰科進士履歷》：史維堡，心南，礼记二房，乙酉十月初三日生。仁和籍南直金坛县人，壬子八十六，会三十一名，三甲二百五十九名。吏部政，戊午四月授永新知县，降，癸亥補順天府知事，本年丁憂，丙寅補順天府知事，丁卯升本府通判，復史姓，戊辰升都水司主事，管器皿厂，己巳革职。
4. ↑  乾隆《永新縣志·卷三·官師》：沈維堡，改姓史，號心南，金壇人，萬曆丙辰進士。為治有長者風，課士□□甲乙，所造就皆一世名流。
5. ↑  《崇禎實錄·卷二》：（崇禎二年十一月辛卯）以都城懸簾狹薄，下工部尚書張鳳翔及主事史維堡、唐昌世于刑部獄。